# پینک اندرسون
"پینک" اندرسون (به انگلیسی: "Pink" Anderson) متولد ۱۹۰۰ و درگذشتهٔ ۱۹۷۴ در کارولینای شمالی، نوازنده گیتار در سبک بلوز.
او در طول فعالیت خود کارهای زیادی منتشر کرد ولی به خاطر بیماری قلبی از این کاربازماند.
گروه راک انگلیسی پینک فلوید نام خود را با تلفیق نام او و فلوید کانسل ساخته‌است.